# La Roche-sur-Yon (quận)
Quận  La Roche-sur-Yon là một quận của Pháp, nằm ở tỉnh Vendée, ở vùng Pays de la Loire. Quận này có 11 tổng và 92 xã.

## Các đơn vị hành chính

### Các tổng
Các tổng của quận La Roche-sur-Yon là: 
1. Chantonnay
2. Les Essarts
3. Les Herbiers
4. Mareuil-sur-Lay-Dissais
5. Montaigu
6. Mortagne-sur-Sèvre
7. Le Poiré-sur-Vie
8. Rocheservière
9. La Roche-sur-Yon-Nord
10. La Roche-sur-Yon-Sud
11. Saint-Fulgent

### Các xã
Các xã của quận La Roche-sur-Yon, và mã INSEE  là: 
| 1. Aizenay (85003)                   | 2. Aubigny (85008)                    | 3. Bazoges-en-Paillers (85013)       | 4. Beaufou (85015)                    |
| 5. Beaurepaire (85017)               | 6. Belleville-sur-Vie (85019)         | 7. Bessay (85023)                    | 8. Boufféré (85027)                   |
| 9. Boulogne (85030)                  | 10. Bournezeau (85034)                | 11. Chaillé-sous-les-Ormeaux (85043) | 12. Chambretaud (85048)               |
| 13. Chantonnay (85051)               | 14. Chauché (85064)                   | 15. Chavagnes-en-Paillers (85065)    | 16. Château-Guibert (85061)           |
| 17. Corpe (85073)                    | 18. Cugand (85076)                    | 19. Dompierre-sur-Yon (85081)        | 20. Fougeré (85093)                   |
| 21. L'Herbergement (85108)           | 22. L'Oie (85165)                     | 23. La Bernardière (85021)           | 24. La Boissière-de-Montaigu (85025)  |
| 25. La Bretonnière-la-Claye (85036)  | 26. La Bruffière (85039)              | 27. La Chaize-le-Vicomte (85046)     | 28. La Copechagnière (85072)          |
| 29. La Couture (85074)               | 30. La Ferrière (85089)               | 31. La Gaubretière (85097)           | 32. La Guyonnière (85107)             |
| 33. La Génétouze (85098)             | 34. La Merlatière (85142)             | 35. La Rabatelière (85186)           | 36. La Roche-sur-Yon (85191)          |
| 37. La Verrie (85302)                | 38. Le Poiré-sur-Vie (85178)          | 39. Le Tablier (85285)               | 40. Les Brouzils (85038)              |
| 41. Les Clouzeaux (85069)            | 42. Les Epesses (85082)               | 43. Les Essarts (85084)              | 44. Les Herbiers (85109)              |
| 45. Les Landes-Genusson (85119)      | 46. Les Lucs-sur-Boulogne (85129)     | 47. Les Pineaux (85175)              | 48. Mallièvre (85134)                 |
| 49. Mareuil-sur-Lay-Dissais (85135)  | 50. Mesnard-la-Barotière (85144)      | 51. Montaigu (85146)                 | 52. Mormaison (85150)                 |
| 53. Mortagne-sur-Sèvre (85151)       | 54. Mouchamps (85153)                 | 55. Mouilleron-le-Captif (85155)     | 56. Moutiers-sur-le-Lay (85157)       |
| 57. Nesmy (85160)                    | 58. Péault (85171)                    | 59. Rocheservière (85190)            | 60. Rochetrejoux (85192)              |
| 61. Rosnay (85193)                   | 62. Saint-André-Goule-d'Oie (85196)   | 63. Saint-André-Treize-Voies (85197) | 64. Saint-Aubin-des-Ormeaux (85198)   |
| 65. Saint-Denis-la-Chevasse (85208)  | 66. Saint-Florent-des-Bois (85213)    | 67. Saint-Fulgent (85215)            | 68. Saint-Georges-de-Montaigu (85217) |
| 69. Saint-Germain-de-Prinçay (85220) | 70. Saint-Hilaire-de-Loulay (85224)   | 71. Saint-Hilaire-le-Vouhis (85232)  | 72. Saint-Laurent-sur-Sèvre (85238)   |
| 73. Saint-Malô-du-Bois (85240)       | 74. Saint-Mars-la-Réorthe (85242)     | 75. Saint-Martin-des-Noyers (85246)  | 76. Saint-Martin-des-Tilleuls (85247) |
| 77. Saint-Paul-en-Pareds (85259)     | 78. Saint-Philbert-de-Bouaine (85262) | 79. Saint-Prouant (85266)            | 80. Saint-Sulpice-le-Verdon (85272)   |
| 81. Saint-Vincent-Sterlanges (85276) | 82. Sainte-Cécile (85202)             | 83. Sainte-Florence (85212)          | 84. Sainte-Pexine (85261)             |
| 85. Saligny (85279)                  | 86. Sigournais (85282)                | 87. Thorigny (85291)                 | 88. Tiffauges (85293)                 |
| 89. Treize-Septiers (85295)          | 90. Treize-Vents (85296)              | 91. Venansault (85300)               | 92. Vendrennes (85301)                |